# Alejandría (Emacia)
Alejandría (griego: Αλεξάνδρεια) es un municipio de la República Helénica perteneciente a la unidad periférica de Emacia de la periferia de Macedonia Central.
El municipio se formó en 2011 mediante la fusión de los antiguos municipios de Alejandría, Antigonides, Meliki y Platy, que pasaron a ser unidades municipales. El municipio tiene un área de 478,82 km², de los cuales 140,6 pertenecen a la unidad municipal de Alejandría.
En 2011 el municipio tiene 41 570 habitantes, de los cuales 20 417 viven en la unidad municipal de Alejandría.
Se ubica junto a la carretera E90, que une Salónica con la esquina noroccidental del país. En su término municipal se cruza con la E75, que lleva a Atenas.